# 고래가 그랬어
고래가 그랬어는 대한민국의 어린이 교양지이다. 아이가 스스로 생각하고 행동하고, 마음껏 제 꿈을 펼치며 인생을 살아갈 수 있도록 하는 것을 의의로 한다. 편집인은 대한민국의 논객 김규항이다.

## 고래 동무
고래 동무는 아이들이 쉽게 <고래가 그랬어>를 볼 수 있도록 돕는 후원자를 말한다.